# Andrzej Butowicz
Andrzej Butowicz (ur. 16 października 1970 w Gubinie) – polski pięściarz wagi juniorśredniej, były mistrz Austrii w boksie zawodowym.

## Kariera amatorska
Jako bokser amatorski wielokrotnie startował w mistrzostwach kraju, najdalej dochodząc do ćwierćfinału w kategorii do 63,5 kg w roku 1993. W 1994 doszedł do półfinału niemieckiego turnieju Chemiepokal, gdzie na punkty pokonał go dwukrotny mistrz olimpijski Oleg Saitow.

## Kariera zawodowa
Na zawodowym ringu zadebiutował 17 lipca 1999 roku, wygrywając przez nokaut w pierwszej rundzie z Robertem Sathy. W swojej 6 zawodowej walce zdobył mistrzostwo Austrii w kategorii juniorśredniej, wygrywając na punkty z Jozsefem Brayerem. 15 września 2001 przegrał przez poddanie z niepokonanym Stevenem Robertsem o mistrzostwo świata WBF.
Ostatni zawodowy pojedynek stoczył 28 września 2007 roku, przegrywając z Brytyjczykiem Stevenem Bendallem.